# 船場吉兆
船場𠮷兆（せんばきっちょう）は、かつて大阪市中央区に存在した𠮷兆グループの高級料亭、並びにその運営会社である。「吉」の正確な表記は「」（「土」の下に「口」、つちよし）である。

## 概要
1991年に𠮷兆の創業者・湯木貞一が子供たちに𠮷兆の暖簾分けを行なったとき、三女・湯木佐知子の夫（婿養子）であり𠮷兆の板前でもあった湯木正徳が当時の𠮷兆船場店を与えられて開業。
その後正徳社長と経営陣でもあった妻子らにより1999年には福岡市に博多店を開店して九州に進出し、大阪の阪急百貨店や福岡の博多大丸と提携し、吉兆ブランドの商品を販売するなど多角化を進めていた。
過剰ともいえる採算重視の方針が仇となり、2007年に賞味期限切れや産地偽装問題が発覚し全店舗で営業を休止。2008年1月に民事再生法の適用や経営陣刷新（正徳社長をはじめとする佐知子新社長を除く幹部の退任）を行った上で営業を再開したが、2008年5月、客の食べ残し料理の使い回しが発覚。これが追い打ちをかけることになり、客足が遠退き採算が見込めなくなった為、5月28日に大阪市保健所に飲食店の廃業届を提出した。
他の𠮷兆グループ（本𠮷兆、京都𠮷兆、神戸𠮷兆、東京𠮷兆）とはグループ内であったものの定期的な会合を行う程度で資本関係は一切なく、営業方針もそれぞれに委ねられていた。しかし船場𠮷兆の度重なる不祥事により改めて食の安全性について適正に行われているか調査する必要が生じた為、コンプライアンス委員会を新設し、共同で監査を行っている。

## 店舗一覧
2008年5月25日まで営業していた店舗
船場本店 - 大阪市中央区北久宝寺町、元𠮷兆船場店
博多店 - 博多リバレイン内
2008年1月22日の時点で閉鎖された店舗
心斎橋店 - 心斎橋OPA内
天神店 - 岩田屋内

## 不祥事

### 消費／賞味期限切れの菓子・惣菜の販売
2007年10月28日、船場𠮷兆が運営する福岡市岩田屋本館地下2階の「𠮷兆天神フードパーク」で、売れ残った「黒豆プリン」「桜ゼリー」「抹茶ゼリー（抹茶涼み）」「タルト」「ほうじ茶ケーキ」の5種類の菓子のラベルを毎日張り直し消費期限もしくは賞味期限の表示を偽装していたことが明らかとなった。この製品を製造したのは、船場𠮷兆の店舗ではなく、製造委託を受けた福岡市内の洋菓子店である。福岡市食品安全推進課は同年9月11日から調査を実施、船場𠮷兆は同年10月27日より全商品の販売を取りやめた。
2007年11月1日、「𠮷兆天神フードパーク」で販売していた「栗のふくませ煮」などの惣菜の内、消費期限・賞味期限切れの食材を岩田屋新館7階にあった「𠮷兆天神店」に流していたことが発覚。船場𠮷兆も12商品の惣菜で期限切れ販売をしていたと認めた。
大阪の各百貨店では今回の事態を重く見て、おせちやその他製品の取り扱いを見合わせた。博多大丸は11月12日、船場𠮷兆側に物販・飲食の契約解除を通知。看板も撤去された。

### 地鶏の産地偽装
2007年11月9日、大阪市中央区の本店でも、佐賀県産の和牛を「但馬牛」、ブロイラーを「地鶏」、等と表示を偽装していた事が判明した。産地や原材料を偽装していた物は合計で10商品に上っている。
船場𠮷兆側は「ブロイラーの件は業者が地鶏と偽って納入した、産地偽装の件は現場の仕入担当者が独断で行った」としているが、前者に関して業者は「地鶏として船場𠮷兆に販売したことは無い」、後者に関して店員や業者は「値段や品質も違うのは明らかであり、船場𠮷兆役員も承知していた」とそれぞれ証言しており、両者の言い分は真っ向から対立した。

### みそ漬けの産地偽装
2007年11月16日、大阪府警察本部生活環境課は不正競争防止法違反（品質虚偽表示）の疑いが強まったとして、本店などの関係各所の強制捜査に入った。捜索場所は、本社のほか大阪市中央区の湯木社長宅や、専務宅、事務所など12か所。府警は湯木社長ら幹部からも任意で事情聴取した。
直接の容疑は、同年3 - 10月にかけ、「牛肉みそ漬け」「牛肉みそ漬けと鶏肉みそ漬けセット」「牛肉みそ漬けと明太子セット」の三つのセットの原材料として、佐賀県産と鹿児島県産の牛肉を使って加工した商品を箱詰めした。そのうえで「但馬牛」「三田牛」などと表示したシールをはり、東京都内のギフト販売会社と大阪市内の阪急百貨店に計101個を納入した疑い。この三つの商品は約3万 - 約1万5000円で販売していたという。
船場𠮷兆の幹部らは商品表示の一部に虚偽があった事実については認めているが、「会社ぐるみではない」「幹部の承知事項ではない」などと組織的な関与を否定してきた。だが、偽装商品が多岐に渡ることなどから末端社員らの単独行為とは考えにくく、府警は不正が長期間継続・放置されてきた疑いが強いとみている。

### 無許可での梅酒製造及び販売
船場𠮷兆が、酒類の製造を行うのに必要な酒税法上の許可を得ずに梅酒を製造していたことが明らかとなった。報道によると、本店と博多店で自家製の梅酒を製造し、博多店が1999年頃、本店はそれ以前から、他に心斎橋店と天神店でも客に提供していた。国税当局から「酒税法に抵触する疑いがある」と指摘を受けて、船場𠮷兆側は「営業再開の際にはメニューから外す」とした。

### 客の食べ残しの再提供
4店舗全店で客が残した料理をいったん回収し、別の客に提供していた。
「天ぷら」は揚げ直して出すこともあり「アユの塩焼き」は焼き直し「アユのおどり揚げ」は二度揚げしていた。わさびは、形が崩れて下げられてきたものをわさび醤油として出し直し、刺し身は盛り直していた。刺し身のツマはパート従業員が洗い、造り場（調理場）に導入していた。料亭経営を取り仕切っていた当時の湯木正徳前社長の指示で2007年11月の営業休止前まで常態化していたとされる。従業員はこれらの使い回しの料理について「下座の客に出すことが多かったように思う」と話している。使い回しが発覚した後に湯木佐知子社長は「食べ残し」と呼ばず「手付かずのお料理」と呼ぶようにマスコミに要望した。

### 事後説明及び廃業までの経過
当初、船場𠮷兆側は一連の偽装を「パートの女性らの独断によるもの」としていたが、2007年11月14日、売場責任者だったパートの女性ら4人が記者会見し、「店長（湯木尚二取締役）から1か月期限を延ばして売るように直接指示を受けて賞味期限のラベルを張り替えていた」と語り、偽装問題発覚後の10月31日夜、「全責任はパート女性にある」とする会社作成の「事故報告書」に署名・押印を尚二に求められ、パート女性が拒否すると「それは言い訳や」と怒鳴った上、翌日も期限切れ商品を販売した理由を紙に書くよう迫られたと一連の経緯及び船場𠮷兆経営陣の関与を明らかにした。パート女性は押し問答の末、1時間半後に署名せずに帰宅している。
一方、尚二はこれらの証言内容を否定。更に2007年11月16日の大阪府警による家宅捜索・強制捜査でもパート女性従業員の証言や仕入業者の証言を改めて全面否定した。しかし、店の在庫や仕入れの数の報告が大阪の本社に毎日ファクシミリで店舗から送られていたことが農林水産省の調べにより判明するように船場𠮷兆側の主張に矛盾が生じるに至って、12月10日女将の湯木佐知子ら取締役が会見を開いて経営陣の関与を認めた。佐知子が長男の喜久郎に返答内容を小声で指示し、喜久郎がそれをオウムよろしく繰り返すさまがマイクですべて拾われてしまうといった内容だった。その可笑しさは、東京スポーツ主催の「第8回ビートたけしのエンターテインメント賞」で特別賞を受賞するほどであった。
2008年1月16日、大阪地方裁判所に民事再生法適用を申請。これを受けて裁判所は保全命令を出した。負債総額は、金融機関への債務が約6億、損害保証債務が約2億の計・約8億円であり、新社長に就任した湯木佐知子以外の役員は全員が引責辞任した。1月21日、大阪地裁より民事再生手続の開始決定を受けて佐知子新社長が会見を開いて一連の経緯について再度謝罪し、同席した料理人らより佐知子新社長就任について説明を行った。本店を22日に営業再開する一方、心斎橋店及び天神店の運営から撤退、再生計画は2008年8月5日までに提出するとして、一度は再建の道を歩むかに見えた。
2008年5月、「客の食べ残した料理の使い回し」を10年以上も前から行っていたことが発覚して以降、予約のキャンセルが相次ぎ、客が発覚前の半分、末期には3分の1程度に減少。資金繰りに窮し、グループ内外の支援を受けることもできなかったことから、2008年5月28日、大阪市保健所に飲食店の廃業届を提出し、経営破綻。大阪地裁に民事再生手続の廃止を申し立てた。6月23日、破産手続開始決定。
廃業直前には大阪府料理業生活衛生同業組合から「料亭の評判を傷つけた責任は重大」と退会勧告を受け、組合を脱退している。
船場𠮷兆本店のあった建物はその後「SD船場ビル」というテナントビルとして再整備された。

### 役員・従業員のその後
船場𠮷兆廃業と共に残っていた従業員も全員解雇となり湯木正徳・佐知子夫妻も廃業時に自己破産したが、佐知子は2014年時点で𠮷兆グループの持ち株会社である株式会社𠮷兆の役員を務めている。次男の尚二は2011年に北新地 湯木という懐石料理店を開業しており、2023年時点で北新地・肥後橋・心斎橋に計4店舗展開している。